# Georges Dossin
Georges Gilles Joseph Dossin (Wandre, 4 février 1896-Liège, 8 décembre 1983) est un épigraphiste, assyriologue, orientaliste et archéologue belge.

## Biographie
Georges Dossin étudie à Liège et Paris et obtient un doctorat de philologie classique (1921) puis d'histoire et de littérature orientale (1923). Professeur d'histoire de l'art de l'Asie Mineure à l'Institut supérieur d'histoire de l'art et d'archéologie de Bruxelles (1924-1945) ainsi qu'à l'Université de Liège (1924-1935), il tient de 1935 à 1941 un cours d'akkadien à l'Université libre de Bruxelles.
Après la Seconde Guerre mondiale, il est chargé de cours à l'Institut des Hautes Études de Belgique (1945-1955) et à l'Université libre de Bruxelles (1946-1951) et de 1951 à 1966 enseigne l'assyriologie et la grammaire comparée des langues sémitiques à l'Université de Liège. Il y initie Jean-Robert Küpper qui lui succédera en 1967 à la chaire d'assyriologie. 
En archéologie, sous la direction de François Thureau-Dangin, il fouille à Arslan Tash (1928) et Til Barsip (1931) dans le Nord de la Syrie puis travaille avec André Parrot sur le site de Mari (1937-1939 et 1951-1953). Il est essentiellement célèbre pour avoir déchiffré des milliers de tablettes anciennes.
Membre de l'Académie royale des sciences, des lettres et des beaux-arts de Belgique, il était aussi membre correspondant de l'Académie des inscriptions et belles-lettres (1944).
Il est le cofondateur, avec Thureau-Dangin de la Revue Rencontres Assyriologiques.
Une fondation d'étude de l'akkadien porte son nom.

## Travaux
- Autres textes sumériens et accadiens, 1927
- Arslan-Tash, avec François Thureau-Dangin, 1931
- Lettres de la première dynastie babylonienne, 1933
- Til-Barsib, avec François Thureau-Dangin, 1936
- Benjaminites dans les textes de Mari, 1939
- Archives royales de Mari avec André Parrot, 1946